# Józefa Tuhanowska
Józefa Tuhanowska (ur. 1860?/1868–9?, zm. 24 grudnia 1930 w Tuhanowiczach) – ostatnia dziedziczka Tuhanowicz.

## Życiorys
Córka Zofii i Konstantego Tuhanowskich. Przekazała Tuhanowicze dla Mińskiego Towarzystwa Rolniczego łącznie z pokojem Maryli Wereszczakowny. Na jej życzenie wykuto na czarnym bazalcie napis Altano, szczęścia mojego kolebko i grobie/Tum poznał, tum pożegnał (Dziady, część 4-ta). Dwa inne napisy: Tu mieszkała Maryla, pierwsza miłość Mickiewicza, i w tej murowance gościł Adam Mickiewicz w latach 1818–1820. W 1926 była prezesem honorowym kuratorium zajmującym się planem restauracji Tuhanowicz.
W 1911 Tuhanowska uczyniła dar Towarzystwu Psychologicznemu w Warszawie dziesięciu tysięcy rubli na cele naukowe. Dzięki tej ofierze zorganizowane zostały w Warszawie dwa naukowe laboratoria. Jedno neurologiczne, na czele którego stanął dr Edward Flatau a drugie psychologiczne, które prowadził p. Z. Abramski. Laboratorium neurologiczne przeszło następnie jako jedna z pracowni Towarzystwa Naukowego Warszawskiego.
Zmarła w 1930. Jest pochowana w Worończy na Litwie. Spoczywa w grobowcu z kamienia polnego z napisem i oznaką Polonia Restituta, której była kawalerem. 

## Ordery i odznaczenia
- Krzyż Oficerski Orderu Odrodzenia Polski (22 października 1929)[6]